# OLにっぽん
『OLにっぽん』（オーエルにっぽん）は、2008年10月8日から12月10日まで日本テレビ系列で毎週水曜22:00 - 22:54（JST）に放送されていた日本のテレビドラマ。
初回は、15分拡大の22:15 - 23:24までの放送。

## 概要
『アウトソーシング』（すなわち、外部委託）で活躍するOLたちの悲喜こもごもを描いた社会派ドラマで、脚本は同ドラマ枠で放送された『ハケンの品格』（2007年1月期）を手掛けた中園ミホが担当した。2008年1月期に同ドラマ枠で放送された『斉藤さん』以来のドラマ主演となる観月ありさが主演を務め、主題歌を観月の後輩で8月の『24時間テレビ』出演を機に完全復活を果たしたSPEEDが担当した。特に主題歌となった「あしたの空」はSPEEDの完全復活第1弾シングルになったことで話題になったが、視聴率面では二桁を記録した回もあったものの結果的に平均で8.1%を記録し、前作『正義の味方』よりもやや落ちる形となった。

## あらすじ
東慶商事に勤めるOL・神崎島子が所属する総務課は、経済不況の煽りを受けて経営コストの削減をせざるを得なくなっていた。そこで、会社は総務課の仕事を中国に海外アウトソーシングする方針を出す。当初は、見ず知らずの中国人に仕事を任せられないと憤慨する島子を始めとする総務課の社員達だったが、研修生達の一生懸命に生きる姿を見て、自分達の生き方を見直すことになる。

## キャスト
神崎 島子（かんざき しまこ）：観月ありさ
本作品の主人公。31歳。東慶商事・総務課に勤めるOL。責任感が強く負けず嫌い。仕事は上司に頼られる程に有能で、自身も総務課に不可欠な存在と自負している。実は結婚願望が強い。小旗とは対立している。
小旗 健太（こばた けんた）：阿部サダヲ
中国人研修生のマネージャー。35歳。外部委託を進め、研修生達の懸命ぶりに理解を示すが、実際は国籍に囚われない、中立的な考えを持つ。カンフーの達人。総務課の人々からは「チビ太」と呼ばれている。
矢部 桜（やべ さくら）：美波
総務課の新人OL。22歳。日本出身・在住のクォーターだが、中国人研修生に指摘されるほど日本語の誤用をしている。仕事は受動的に行なう。
都留 康介（つる こうすけ）：井上芳雄
島子の後輩社員。29歳。育ちが良く、マイペースで先の事は考えないタイプ。島子に認められる男になりたいと思っている。抜群の歌唱力だが、ミュージカルの舞台に立つ夢を諦めていた。
朝比奈 国彦（あさひな くにひこ）：東幹久
総務課長。39歳。上司に従順で、会社に重宝されていた。温厚で部下想い。オブラードな言い方で、その場を収めようとするタイプ。島子に想いを寄せている。
富士田 弥生（ふじた やよい）：浅野ゆう子
総務部長。48歳。関西出身。勤務歴26年のキャリアウーマン。思った事は率直に述べるタイプ。ブランド物に身を包んでいる。
張琳（チャン・リン）：タン・ジャースー
杭州人材有限公司の中国人研修生。22歳。実家は農業を営む。日本語検定1級を持つが、会話は苦手。3ヶ月でパソコンのタイピングを習得した。純朴で優しい性格。
楊洋（ヤン・ヤン）：ローラ・チャン
杭州人材有限公司の中国人研修生。21歳。上海の裕福な家庭で育った為、強気で尊大、思った事は率直に述べるが、日本の良さはすぐに認める素直さもある。野呂とは口論が絶えない。
李大龍（リー・ダーロン）：フービン（友情出演）
杭州人材有限公司の中国人研修生。28歳。本業は教師。小旗とはカンフー道場仲間で親友。真面目だが、怒ると怖い。小旗と共にマネージャーの研修をしている。
野呂 昭和（のろ あきかず）：モロ師岡
総務課主任。51歳。かつて北京支社勤務で働いていたが、その時に酷い目に遭わされて以来、中国嫌いになった。楊洋とは、犬猿の仲。
木村 紅葉（きむら もみじ）：前田知恵
総務課のOL。26歳。言われた事はそつなくこなすが、自発的ではない。無類の漫画好きで、仕事の合間に絵を描いている。実は2年前から中国語の勉強をしている。
萬里（ばんり）：皆川猿時
島子が常連の薬膳BAR「萬里」のマスター。
- 大沢香：宮地真緒
- 小川エリカ：秋田真琴
- 菊池妙子：西尾まり
- 加山部長：須永慶
- 伊藤本部長：小木茂光
- 茂木課長：東根作寿英
- 金田課長：長谷川朝晴
- 原田部長：大河内浩
- 石松部長：山本龍二
- 「楊貴妃」の店長：岸博之
- OL：福井仁美
- 安田徹：奥田崇
- 今村真一：猪岐英人
- 社員：土井俊明
- 社員：岡村まきすけ
- OL：福田温子
- 社員：野中伸二
- 生田部長：小野武彦

- 中山ひとみ：稲葉さゆり
- 梅田学：小堀慎平
- 伊藤沙織：佐々木麻美
- 鈴木亮介：藤原新太
- 中華屋中国人：張天翔
- 社員：宗村嘉英
- 社員：向井恭介
- OL：石川美佳
- 社員：越智俊光
- 社員：沖崎裕一郎
- 里中由美：加賀美セイラ
- 赤峰社長：窪園純一

## スタッフ
- 脚本：中園ミホ
- 音楽：池頼広
- 演出：岩本仁志、大谷太郎、本間美由紀
- プロデューサー：西憲彦、渡邉浩仁
- 制作協力：AXON
- 制作著作：日本テレビ

## 主題歌
- SPEED「あしたの空」（SONIC GROOVE）

2008年11月12日発売で、SPEED再結成後初のシングルでもある。

## 放送日程
| 各話                                            | 放送日         | サブタイトル                                    | 演出       | 視聴率 |
| ----------------------------------------------- | -------------- | ----------------------------------------------- | ---------- | ------ |
| 第1話                                           | 2008年10月08日 | 働く女はすっぴん!? 日本VS中国お仕事バトル勃発!! | 岩本仁志   | 8.3%   |
| 第2話                                           | 2008年10月15日 | 走れ! 総務の女                                  | 岩本仁志   | 10.6%  |
| 第3話                                           | 2008年10月22日 | 寿退社                                          | 大谷太郎   | 9.9%   |
| 第4話                                           | 2008年10月29日 | 見果てぬ夢                                      | 大谷太郎   | 9.7%   |
| 第5話                                           | 2008年11月05日 | 不祥事社員を軟禁せよ!                           | 岩本仁志   | 7.0%   |
| 第6話                                           | 2008年11月12日 | NOと言えない恋の終わり                          | 本間美由紀 | 7.1%   |
| 第7話                                           | 2008年11月19日 | 人は宝だ! 私たちは決してお荷物なんかじゃない    | 大谷太郎   | 7.6%   |
| 第8話                                           | 2008年11月26日 | 無駄な人間なんか、いない!                       | 本間美由紀 | 8.0%   |
| 第9話                                           | 2008年12月03日 | 最後の悪あがき!!                                | 岩本仁志   | 6.0%   |
| 最終話                                          | 2008年12月10日 | 世界を変えたきゃ、自分が変われ!!                | 岩本仁志   | 6.4%   |
| 平均視聴率 8.1%（ビデオリサーチ調べ・関東地区） |                |                                                 |            |        |